# Охра аттическая
Охра атти́ческая (лат. Sil atticum) — исторически известная разновидность охры, имевшая яркий лимонно-жёлтый цвет, в Древней Греции и Риме считалась лучшим и самым дорогим сортом охры. Аттическая охра употреблялась, в основном, для высококачественных отделочных работ или украшения бытовых предметов. В живописи её применяли для изображения света, скажем, в отличие от охры ахианской, которой писали тени. Добывали эту разновидность в ближайших окрестностях Афин,:191 из рудных жил серебряных рудников у Колиады (Колиадский мыс, Κωλιάδα άκρα), а также в Лаврийских серебряных рудниках.:49
Аттическая глина, равно как и ярко-жёлтая охра считалась особенно высококачественной, при добротном просеивании она была однородной, не имела включений и прекрасно держала поверхность, вплоть до появления небольшого блеска при разглаживании, чем производила благоприятное впечатление. Диоскорид в трактате «О лекарственных веществах» рекомендовал брать для медицинского использования именно аттическую охру.

## История
Пик добычи аттической охры пришёлся на старые эллинские времена. Уже к первому веку до нашей эры этот пигмент считался в Риме большой редкостью, поскольку жилы в большой степени были выработаны в предыдущий период. Марк Витрувий Поллион в седьмой главе (Естественные краски) седьмой книги своих архитектурных трудов сокрушается, что «...лучшей аттической охры теперь не достанешь, потому что, когда в Афинах на серебряных рудниках были рабы, они в поисках серебра вырывали под землей шахты. Наталкиваясь же там на жилу охры, они старались добывать охру наряду с серебром; поэтому у древних были в распоряжении превосходные запасы охры для отделки их работ».
Плиний Старший полностью подтверждает его мнение в «Естественной истории» (книга тридцать третья). «Самая лучшая охра — та, которая называется аттической; цена её 2 денария за фунт. Следующая — мрамористая, ценой наполовину меньше аттической».

## Применение
Прежде всего, аттическая охра употреблялась для покраски помещений и высококачественных отделочных работ, а также для украшения керамики и бытовых предметов. По свидетельству того же Плиния, греческие живописцы употребляли шесть сортов охры. Лучшая из них, так называемая Sil atticum, применялась для тех случаев, когда требовалось изобразить свет. Как считается, вводить аттическую охру в живописные работы стали достаточно поздно, в I веке нашей эры. Впервые её применили в своих трудах греческие живописцы Полигнот и Микон, а также Апеллес, Эхион, Меланфий и Никомах. Они пользовались в своей работе только четырьмя красками (охрами), одна из которых была аттическая охра, изображавшая свет и светлые части картины.:191
Творчество Полигнота, сохранившееся более других, позволяет судить о наборе красок и пигментов, с которыми он работал. Его палитра, впрочем, как и других художников того времени, была довольно ограничена. В неё входили белая (melinium), жёлтая (atticum, аттическая охра), красная (sinopis pontica) и чёрная (atramentum) краски. Разумеется, нельзя понимать свидетельства древности так, будто бы в работах Полигнота встречается только четыре цвета. Упомянутые выше четыре пигмента посредством смешивания друг с другом в разных пропорциях в результате дают более восьми сотен различных оттенков.:15
Помимо аттической охры, в живописи применялись ещё несколько охр. Среди них более других известны были: мраморовидная тёмно-желтая охра (лат. Sil marmorosum), добывавшаяся в горах, в двадцати милях от Рима; ещё более тёмно-жёлтая, называемая сиросской землей (лат. Sil syricum), и ещё одна тёмно-жёлтая, оличавшаяся оттенком ахианская охра, привозимая из Ахани, употреблявшаяся для прописывания теней; медийская, привозимая из Сардии; и светлая охра (лат. Sil lydium), доставляемая из Галлии.:191 Самая высокая цена и такая же оценка аттической охры, вероятно, была связана не только с её относительной редкостью и высоким качеством пигмента, но также и с самим цветом, вызывавшим позитивные эмоции и пригодным для эффектного изображения света.:15
К этому следует добавить, что именно охра в древности оставалась единственным или почти единственным доступным пигментом жёлтого цвета.:49 При составлении собственно жёлтой краски охры часто смешивались с мелом или известью.:7
Дороговизна и недостаток аттической охры заставляли искать рецептов имитации или подделки её цвета искусственными средствами. Так, в последней, четырнадцатой главе той же книги Витрувия («Краски, заменяющие багрец, охру, горную зелень и индиго») достаточно подробно описывается один из способов, которым пользуются маляры для получения цвета аттической охры из комбинации вываренных сушёных фиалок и мела.

## Описание
Аттическая охра однородна и хорошо отмучена, она имеет вызывающе яркий светло-жёлтый цвет, напоминающий солнечный спектр или даже светлее. Она устойчива, не выцветает при солнечном освещении и не разлагается от воздействия атмосферных факторов. При этом не следует путать этот вид охры с собственно аттической керамикой, также имевшей репутацию высококачественной. В отличие от ярко-жёлтой охры, аттическая глина имеет цвет от светло-оранжевого до красновато-коричневого, также в ней часто попадаются мелкие слюдяные блёстки.